# Sinister (film)
Sinister je americký hororový film z roku 2012. Film režíroval Scott Derrickson. Film měl premiéru 11. března 2012. Dne 21. srpna 2015 mělo premiéru pokračování Sinister 2.

## Příběh
Do nového domu se přistěhují manželé Ellison a Tracy Oswaltovi. Na půdě objeví Ellison, autor detektivních románů, bednu s pásky, které si postupně pouští. V domě se dějí nevysvětlitelné jevy a trápí celou rodinu. Stále více se stupňují. Ellison je beznadějný a postupem času přichází na temnou minulost tohoto domu. Ellison přichází na stopu démonické bytosti, která zničí celou jeho rodinu kromě malé dcery Ashley.

## Obsazení
| Ethan Hawke            | Ellison Oswalt   |
| Juliet Rylance         | Tracy Oswaltová  |
| Fred Thompson          | šerif            |
| James Ransone          | náměstek šerifa  |
| Clare Foley            | Ashley Oswaltová |
| Michael Hall D'Addario | Trevor Oswalt    |
| Vincent D'Onofrio      | profesor Jonas   |